# Капур, Джагдиш Сингх
Джагдиш Сингх Капур (англ. Jagdish Singh Kapoor, 12 сентября 1947, Патиала, Индия) — угандийский хоккеист (хоккей на траве), полузащитник.

## Биография
Джагдиш Сингх Капур родился 12 сентября 1947 года в индийском городе Патиала.
Учился в старшей средней школе в Кампале.
Играл в хоккей на траве за «Симба Юнион» из Кампалы.
В 1972 году вошёл в состав сборной Уганды по хоккею на траве на Олимпийских играх в Мюнхене, занявшей 15-е место. Играл на позиции полузащитника, провёл 8 матчей, забил 1 мяч в ворота сборной Мексики.
После Олимпиады за сборную не играл.

## Семья
Старший брат Джагдиша Сингха Капура Упкар Сингх Капур (род. 1937) также выступал за сборную Уганды по хоккею на траве, в 1972 году участвовал в летних Олимпийских играх в Мюнхене.